# Мольцгайн
Мольцгайн (нім. Molzhain) — громада в Німеччині, розташована в землі Рейнланд-Пфальц. Входить до складу району Альтенкірхен. Складова частина об'єднання громад Гебгардсгайн.
Площа — 2,91 км2. Населення становить 539 ос. (станом на 31 грудня 2020).